# صياح أبو شيبه
صياح شايع صياح أبو شيبة المطيري من مواليد دولة الكويت في عام 1950، نائب سابق في مجلس الأمة، شارك في انتخابات مجلس الأمة الكويتي عن الدائرة الثامنة عشر الصليبخات عام 1981 وفاز بالانتخابات، كما شارك في انتخابات مجلس الأمة الكويتي عن الدائرة الثامنة عشر الصليبخات عام 1985 وفاز بالانتخابات.

## عضوياته ومناصبه
- موظف في وزارة الداخلية 1967.
- من مؤسسي نادي الصليبخات ونائب رئيس مجلس الإدارة 1973.
- أمين سر الاتحاد الكويتي للمزارعين 1974 - 1976.
- أمين سر مجلس الأمة 1984.
- رئيس تحرير مجلة المزارع.
- عضو مجلس إدارة شركة المنتجات الزراعية حتى عام 1981.

## مواقفه في مجلس الأمة
| الكتل                                                 | مستقل - قبلي         |
| اللجان                                                | التشريعية والقانونية |
| الحركة الدستورية (32 نواب سابقين) (1989)              | لا ينتمي إلى الحركة  |
| الاستجوابات (1986)                                    | لم يقدم استجوابا     |
| قانون حق الانتخاب للمتجنسين (1986)                    | رافض القانون         |
| تعديل المادة الاولى من قانون المحكمة الدستورية (1986) | موافق                |
| استجواب سلمان الدعيج (1985)                           | لا موقف              |

- وفي مجلس 1981 عارض مبدأ تعديل الدستور عام 1982.